# Taagepera
Taagepera (Duits: Wagenküll) is een plaats in de Estlandse gemeente Tõrva, provincie Valgamaa. De plaats heeft de status van dorp (Estisch: küla).
Tot in oktober 2017 hoorde het dorp bij de gemeente Helme. In die maand werd Helme bij de gemeente Tõrva gevoegd.

## Bevolking
De ontwikkeling van het aantal inwoners blijkt uit het volgende staatje:
| Jaar            | 2000 | 2011 | 2021 |
| --------------- | ---- | ---- | ---- |
| Aantal inwoners | 162  | 108  | 91   |

## Ligging
De rivier Õhne komt door Taagepera en vormt voor een deel de grens met het buurdorp Pilpa. De rivier stroomt door het meer Taagepera järv (oppervlakte 2,8 ha).
Op het grondgebied van het dorp ligt het Kasteel Taagepera. De kerk van Taagepera ligt op het grondgebied van het noordelijke buurdorp Ala.

## Geschiedenis
In 1509 werden een dorp en een Wacke Wafenkul genoemd. Een Wacke was een administratieve eenheid voor een groep boeren met gezamenlijke verplichtingen. In 1624 was sprake van een landgoed Wahokil, maar vermoedelijk bestond het toen al een tijd, en was het zelfs nog vóór 1558 ontstaan. De Duitse naam is afgeleid van Vaoküla, de oorspronkelijke Estische naam. In de 18e eeuw werd de naam Wagenkül. Tussen 1674 en 1806 was het landgoed in het bezit van de familie von Stackelberg, tussen 1819 en 1920 van de familie von Stryk. Van de naam (von) Stackelberg is de Estische naam Taagepera afgeleid. Die naam is bekend vanaf 1782, toen als Takelbergi. Hugo von Stryk was de laatste eigenaar voor de onteigening door het onafhankelijk geworden Estland.
Het oudste deel van het gebouwencomplex rond Kasteel Taagepera is gebouwd onder de familie von Stackelberg. Het kasteel zelf, het hoofdgebouwI van het complex, is jonger. Het is ontworpen door de architect Otto Wildau (die ook het landhuis van Holdre ontwierp) en gebouwd in de jaren 1907-12. In 1922, na de onteigening, kwam in het landhuis een sanatorium voor tuberculosepatiënten. In de jaren 1938-42 werd in de omgeving een nieuw hospitaal gebouwd, ontworpen door Alar Kotli. Sinds 2002 is het kasteel in gebruik als hotel en conferentiecentrum.
Het dorp Taagepera verdween op het eind van de 18e eeuw en kwam terug als nederzetting in 1920. In 1945 werd het buurdorp Põhu bij Taagepera gevoegd. In 1977 werd de nederzetting een dorp.

## Foto's

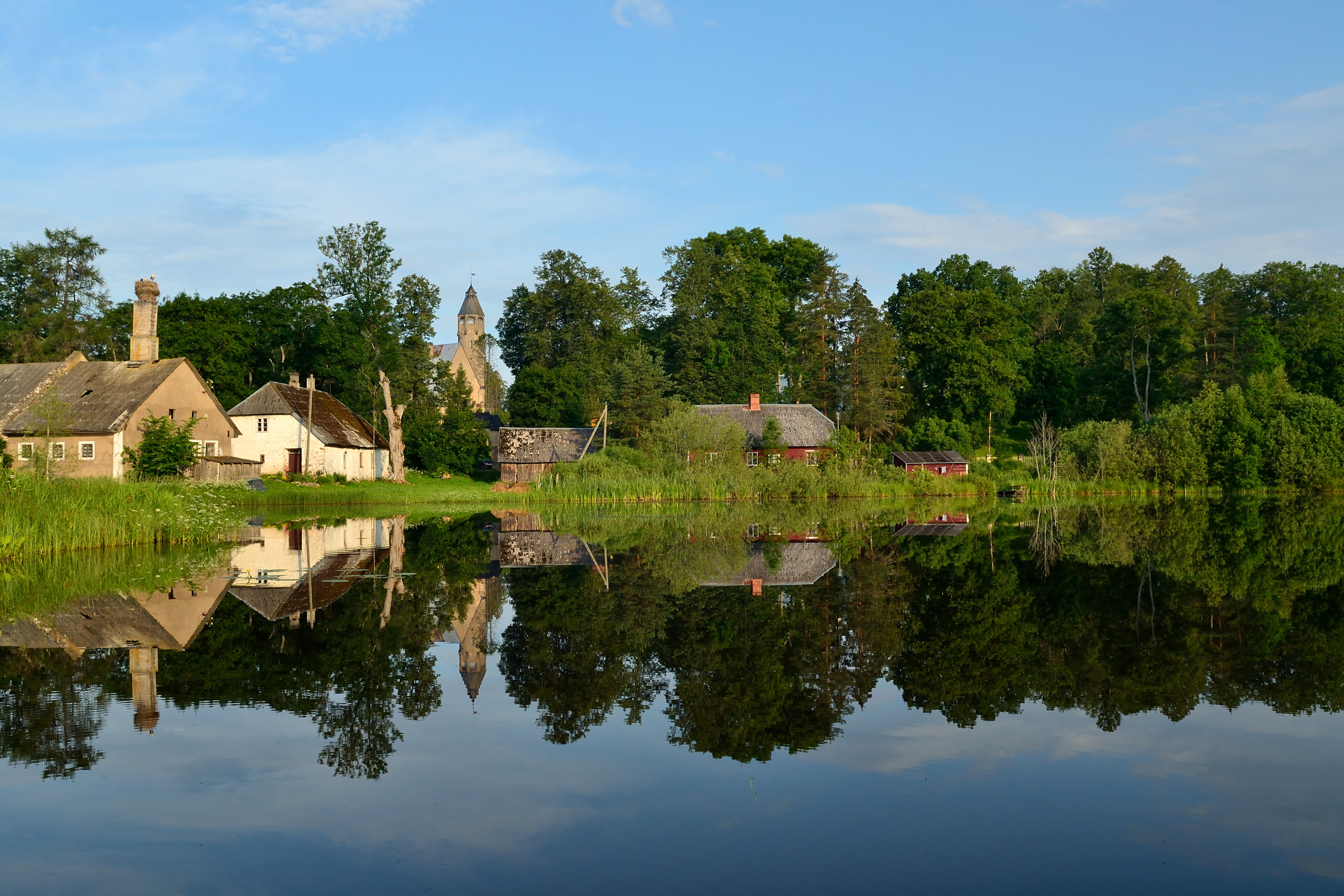
Het Taagepera järv
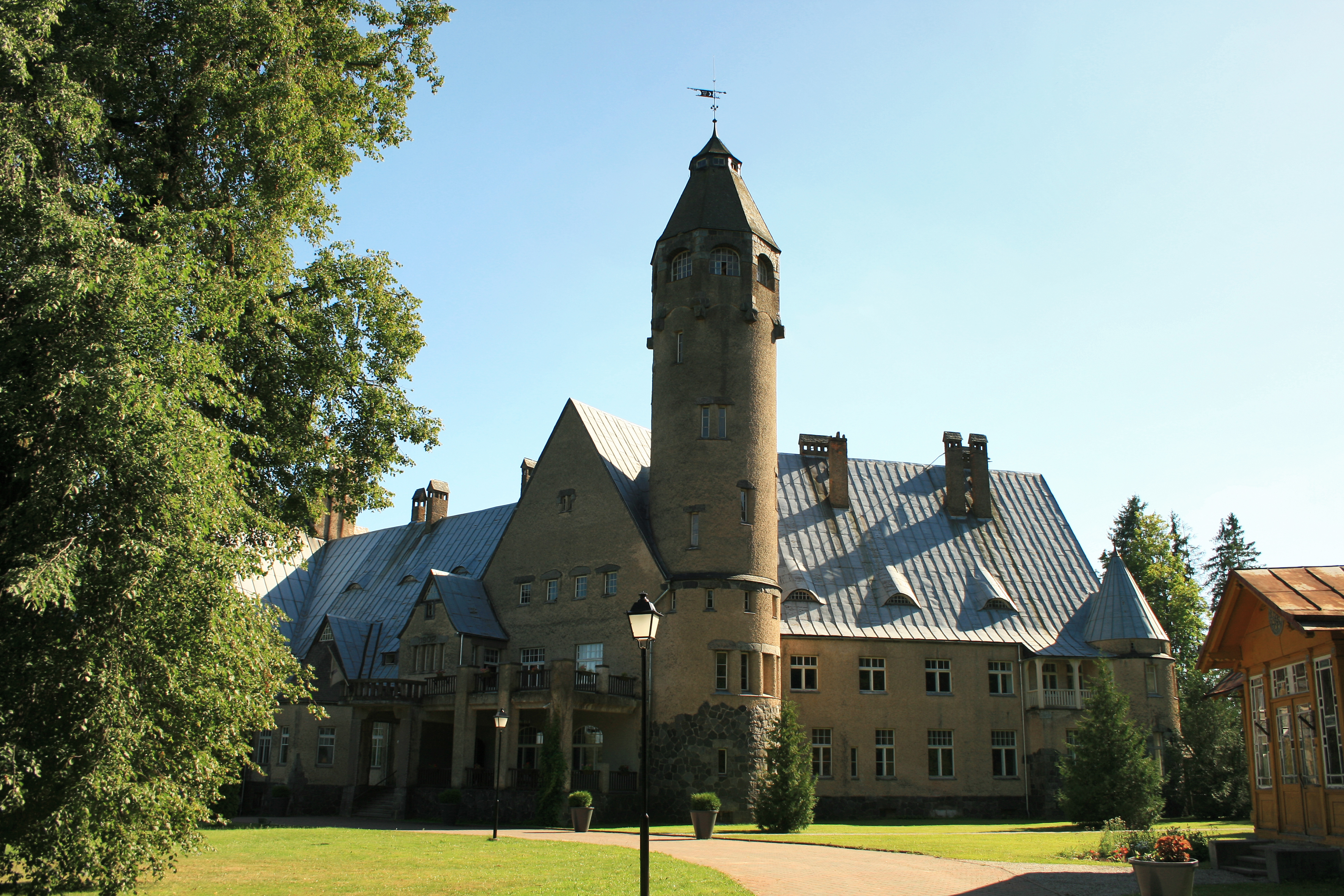
Kasteel Taagepera
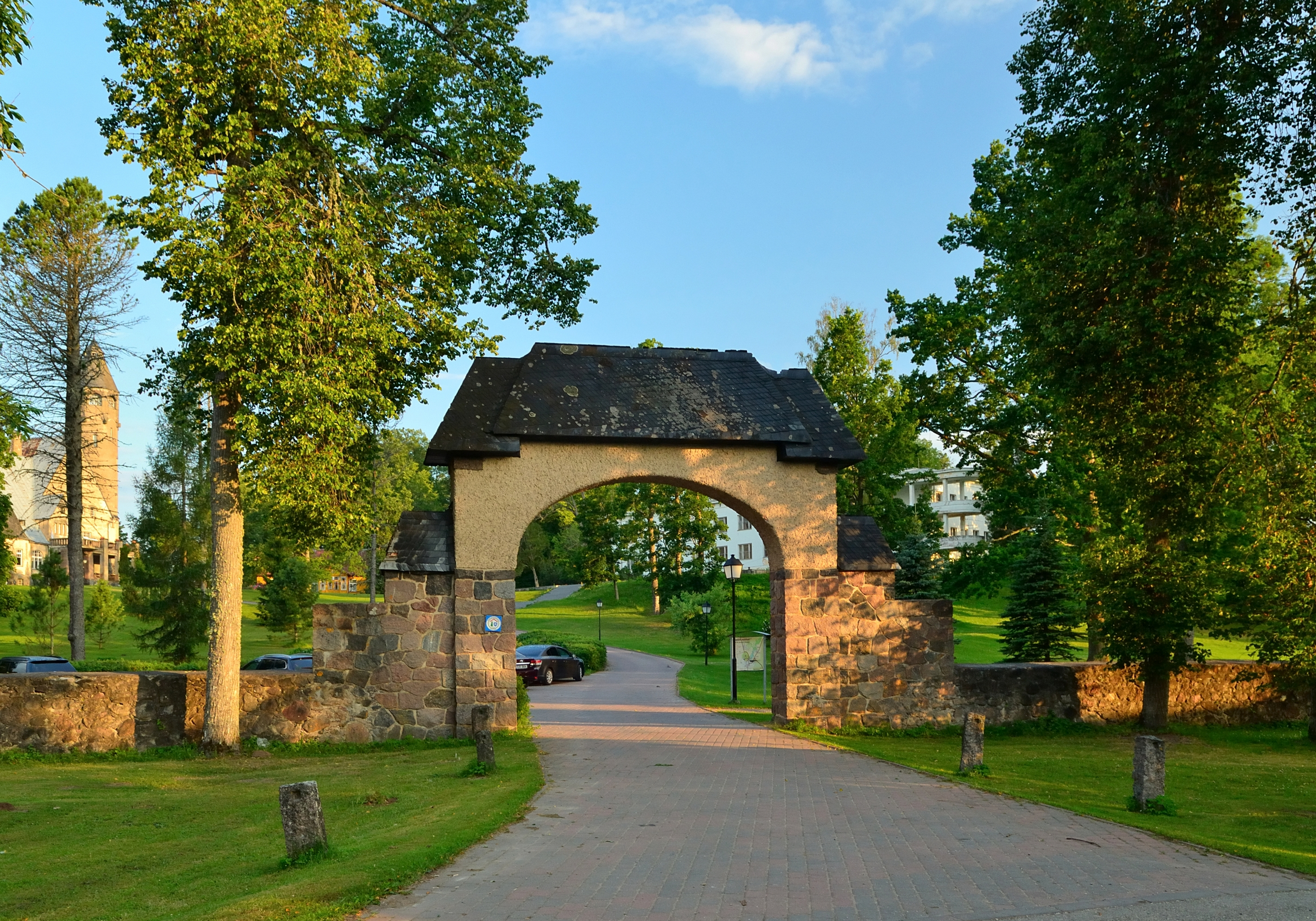
Toegangspoort
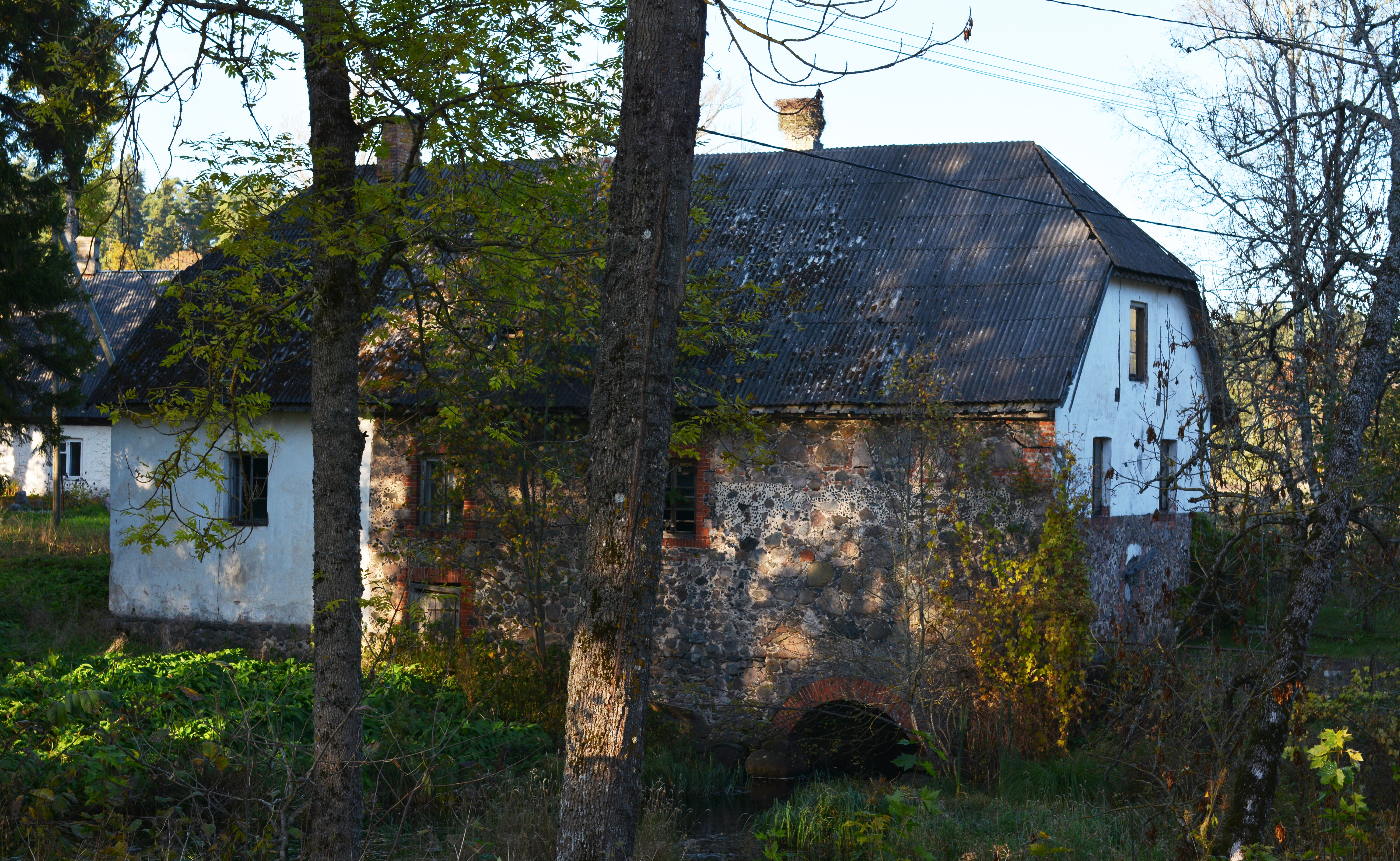
Watermolen
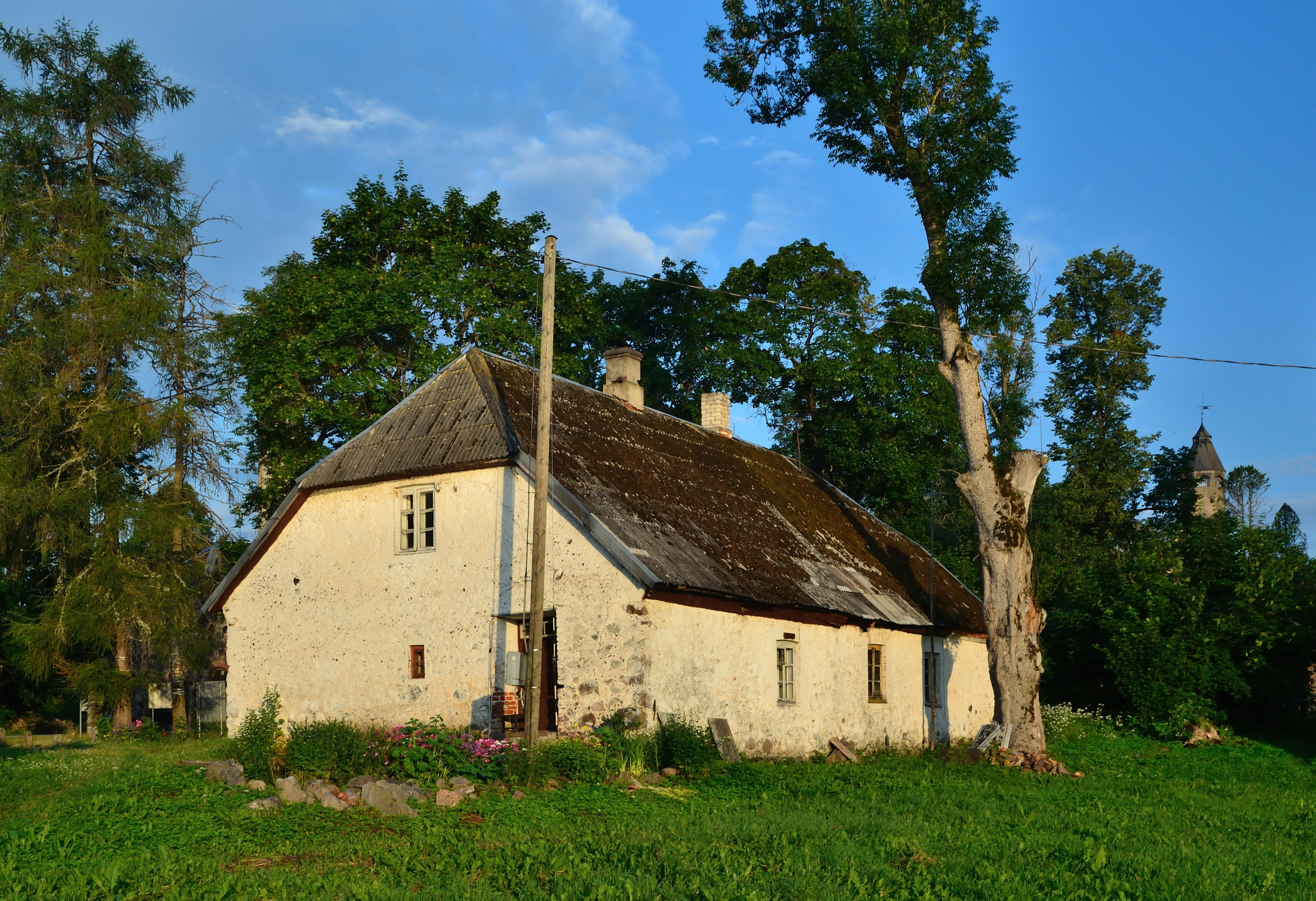
Koetshuis
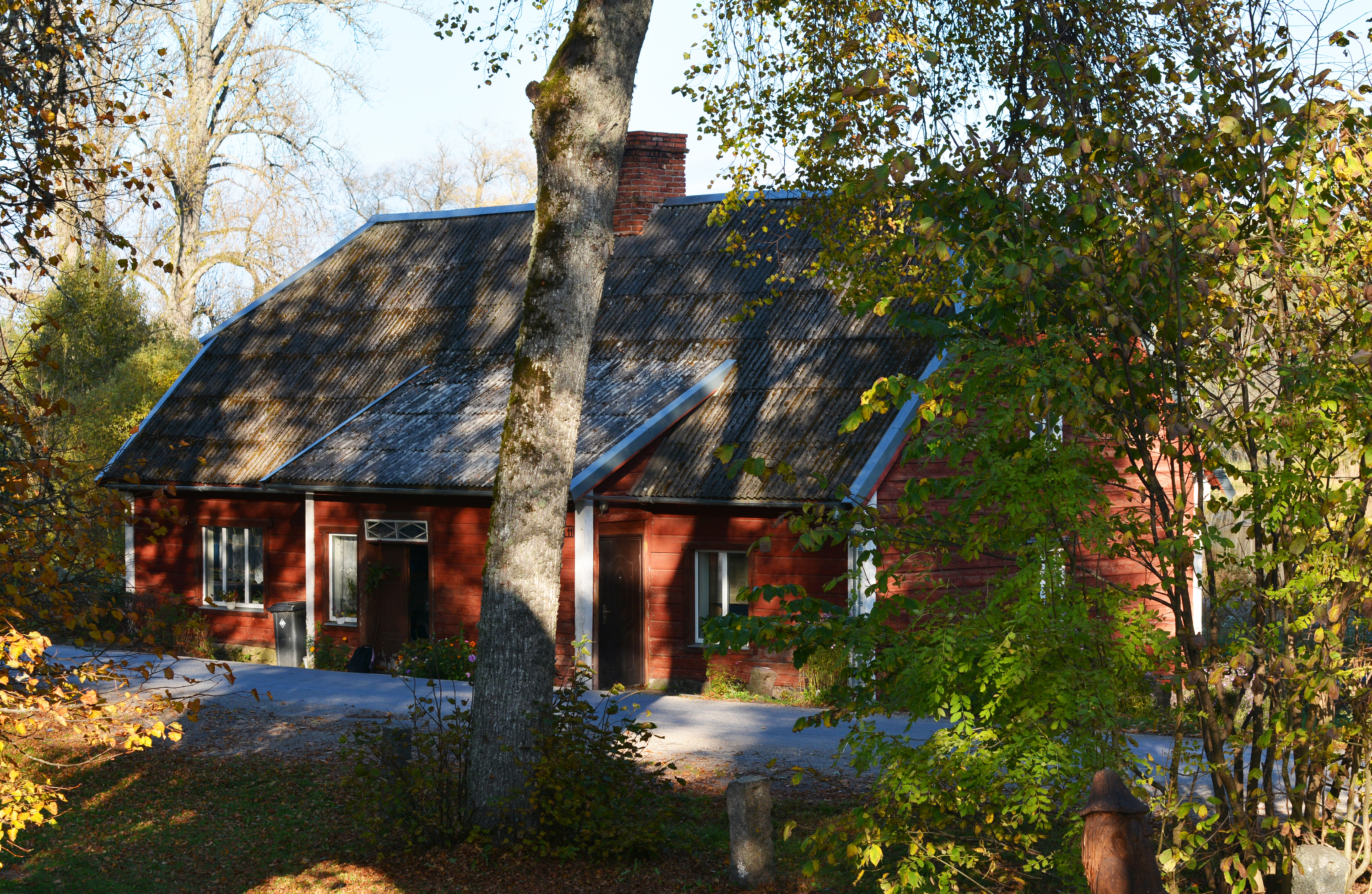
Schoolgebouw op het terren van het landgoed